# Jakob Chagis
Jakob Chagis (* 1620 in Fès; † 1674 in Konstantinopel) war ein der sefardischen Familie Chagis aus Jerusalem entstammender jüdischer Gelehrter, Rabbiner und Talmudist des 17. Jahrhunderts.
Er war ein Gegner von Schabbtai Zvi.